# Ifigenia en Áulide (Cherubini)
Ifigenia en Áulide (título original en italiano, Ifigenia in Aulide) es una ópera seria en tres actos con música de Luigi Cherubini y libreto en italiano de Ferdinando Moretti. Se estrenó en el Teatro Regio de Turín el 12 de enero de 1788.
Es la última ópera seria italiana de Cherubini. Tuvo éxito en su estreno. En el otoño del mismo año de su estreno, 1788, fue representada en el Teatro de la Scala de Milán, pero desde entonces aparece raramente en los teatros líricos. Fue revivida sólo el 24 de junio de 2005 en el Festival de Música de Sassuolo, dirigido por Tiziano Severini (revisión y transcripción de Luciano Bettarini).